# السلم (تعز)
السلم هي إحدى قرى الجمهورية اليمنية. وهي تتبع جغرافيًا لمحافظة تعز. وإداريًا لمديرية شرعب الرونة. يبلغ تعداد سكانها 1098 نسمة حسب الإحصاء الذي جرى عام 2004.